# 산미분장동
산미분장동은 대한민국 충청북도 청주시 흥덕구에 2008년까지 있었던 행정동이었다. 원래는 장성동, 장암동이 아니라 수곡동(산미분수곡동)이었으나 1992년에 산·미·분·수곡동에서 산·미·분·장동으로 분동되었다. 법정동은 산남동, 미평동, 분평동, 장성동, 장암동이었다. 2007년에 택지개발로 인한 인구 증가로 산미분장동에서 산남동, 분평동으로 분동되었다.

## 역사
- 1963년, 충청북도 청주군 사주면 산남리(산남동)/산북리(수곡2동)/미평리(미평동)/분평리(분동리와 원평리를 합병하여 분평동)/수곡리(수곡동)를 동으로 승격 후 합쳐 산미분수곡동을 설치하였다.
- 1989년 서부출장소를 신설하였다.
- 1990년 8월 1일: 장성리(장성동, 장암리(장암동)를 편입하였다.
- 1992년 6월 4일: 산미분수곡동을 산미분장동, 수곡동으로 분동하였다.
- 1995년 1월 1일: 서부출장소가 흥덕구로 승격하였다. 흥덕구 산미분장동
- 2008년 1월 1일: 산미분장동을 산남동, 분평동으로 분동하였다.